# Belgische federale verkiezingen 2007/Kandidatenlijsten/Open Vld
Dit zijn de kandidatenlijsten van Open Vld voor de Belgische federale verkiezingen van 2007. De verkozenen staan vetgedrukt.

## Antwerpen

### Effectieven
1. Bart Somers
2. Yolande Avontroodt
3. Willem-Frederik Schiltz
4. Martine Taelman
5. Claude Marinower
6. Peter Gysbrechts
7. Tessa Knaeps
8. Myriam Van Honste
9. Eva Houet
10. Walter Grootaers
11. Hicham El Mzairh
12. Bert Van Rooy
13. Kris Luyckx
14. Goretti Jennen
15. Annelies Keirsmaekers
16. Ann De Cnodder
17. Inge Michielsen
18. Kris Van Hooreweghe
19. Annemie Kempenaers
20. Edwig Van Hooydonck
21. Kristin Valkeniers-Peeters
22. Dora De Cock-Weckhuysen
23. Luc Beaucourt
24. Ludo Van Campenhout

### Opvolgers
1. Frank Wilrycx
2. Bea Hendrickx
3. Kristof Bossuyt
4. Fatna El Maslouhi
5. Mischa Vanhoudt
6. Stefaan De Landtsheer
7. Stefan Poortmans
8. Kris Gysels
9. Annick De Ridder
10. Margriet Hermans
11. Dirk Sterckx
12. Marleen Vanderpoorten
13. Dirk Van Mechelen

## Brussel-Halle-Vilvoorde

### Effectieven
1. Maggie De Block
2. Luk Van Biesen
3. Jo De Ro
4. Irina De Knop
5. Michel Vanhaeleweyck
6. Johan Agneessens
7. Chantal Denuit
8. Chris Selleslagh
9. Dirk Janssens
10. Marie-Jeanne Herremans
11. Regine Desmet
12. Valérie Libert
13. Amabilis Moukendy
14. Alain De Greef
15. Madeleine Dey
16. Paul Van Den Brande
17. Lydia Luypaert
18. Tim Vandenput
19. Karel Servranckx
20. Mariana Baseggio
21. Willy Cortois
22. Annemie Neyts

### Opvolgers
1. Virginie De Klippel
2. Walter Zelderloo
3. Els Ampe
4. Kevin Vleminckx
5. Steve Convents
6. Stefaan Van Hee
7. Monique Vandenberghe
8. Yvette Schollaert-Engels
9. Yves De Schouwer
10. Gonda Smetsers
11. Dominique Guns
12. Francis Vermeiren

## Leuven

### Effectieven
1. Rik Daems
2. Katia de Limburg Stirum
3. Pascale Vanaudenhove
4. Rudi Beeken
5. Katrijn Willems
6. Yolande Moreau
7. Julien Dekeyser

### Opvolgers
1. Gwendolyn Rutten
2. Marc Decat
3. Marc Honorez
4. Ann Schevenels
5. Mandus Verlinden
6. Patricia Ceysens

## Limburg

### Effectieven
1. Patrick Dewael
2. Hilde Vautmans
3. Georges Lenssen
4. Véronique Caerts
5. Eric Awouters
6. Edith Bijnens
7. Daisy Zaenen
8. Gilbert Van Baelen
9. Marleen Renders
10. Pascy Monette
11. Laurence Libert
12. Jaak Gabriels

### Opvolgers
1. Bruno Steegen
2. Françoise Chombar
3. Hakan Celiköz
4. Nanda Van Ende
5. Jan Dalemans
6. Lydia Peeters
7. Marino Keulen

## Oost-Vlaanderen

### Effectieven
1. Karel De Gucht
2. Carina Van Cauter
3. Geert Versnick
4. Filip Anthuenis
5. Hilde Dierickx
6. Guido De Padt
7. Stefaan Noreilde
8. Patricia De Waele
9. Tania De Jonge
10. Anne Pede
11. Faki Akin
12. Annelies De Meersman
13. Astrid Van Huffel
14. Sophie De Baere
15. Luc Maes
16. Dirk Backaert
17. Veerle Nachtegaele
18. Rik Daelman
19. Ingrid Meeus
20. Herman De Croo

### Opvolgers
1. Mathias De Clercq
2. Ine Somers
3. Anne-Marie Verdoodt
4. Elsy Verhofstadt
5. Jan De Maesschalck
6. Hedwig Redant
7. Kenneth Taylor
8. Philippe De Coninck
9. Hilde Eeckhout
10. Marnic De Meulemeester
11. Fientje Moerman

## West-Vlaanderen

### Effectieven
1. Vincent Van Quickenborne
2. Sabien Lahaye-Battheu
3. Bart Tommelein
4. Elke Carette
5. Charlotte Castelein
6. Janna Rommel-Opstaele
7. Kaat De Waele
8. Dirk Sioen
9. Marc Deprez
10. Francis Reynaert
11. Sylvie Devlieger
12. Emmily Talpe
13. Guy Van den Eynde
14. Marleen Schillewaert-Vercruyce
15. Toon Vancoillie
16. Pierre Chevalier

### Opvolgers
1. Sofie Staelraeve
2. Roland Defreyne
3. Rudolf Van Coillie
4. Björn Prasse
5. Barbara Devriendt
6. Bert Verhaeghe
7. Régine Demeulemeester
8. Stern Demeulenaere
9. Karlos Callens

## Senaat

### Effectieven
1. Guy Verhofstadt
2. Nele Lijnen
3. Patrik Vankrunkelsven
4. Annemie Turtelboom
5. Luc Willems
6. Stéphanie Anseeuw
7. Stef Goris
8. Vera De Merlier
9. Jef Valkeniers
10. Jean-Jacques De Gucht
11. Tom De Vries
12. Els Uytterhoeven
13. Jean Lambrecks
14. Anne Lefevre
15. Ruth Vandewalle
16. Myriam Van Mensel
17. Sandy Evrard
18. Veronique Mertens
19. Marc Feytons
20. Renilde Willemse
21. Davy Brocatus
22. Eva De Schryver
23. Miguel Chevalier
24. Jeannine Leduc
25. Marc Verwilghen

### Opvolgers
1. Roland Duchatelet
2. Ann Somers
3. Yoeri Vasteravendts
4. Edward Roosens
5. Niki De Boeck
6. Mark Vanleeuw
7. Elise Vermeire
8. Yvonne Van Dooren
9. Jacques Germeaux
10. Sabine Friederichs
11. Samira Bersoul
12. Els Empereur
13. Koen Anciaux
14. Guy Vanhengel